# Lista de deputados estaduais de Minas Gerais da 5.ª legislatura
Esta é uma lista de deputados estaduais de Minas Gerais eleitos para a 5ª Legislatura. São relacionados o nome civil dos parlamentares que assumiram o cargo em 1963, cujo mandato expirou em 1967.

## Composição das bancadas
| Partido | Líder                | Bancada | Posição      |
| ------- | -------------------- | ------- | ------------ |
| UDN     | José Maria Magalhães | 26 / 82 | Oposição     |
| PSD     | Delson Scarano       | 18 / 82 | Governo      |
| PTB     | Maria Pena           | 12 / 82 | Governo      |
| PR      | João Bello           | 10 / 82 | Oposição     |
| PSP     | Raul Fernandes       | 9 / 82  | Independente |
| PL      | Waldir Morato        | 3 / 82  | Independente |
| PDC     | Gomes Pimenta        | 2 / 82  | Independente |
| PRP     | Navarro Vieira       | 2 / 82  | Oposição     |

## Relação
| Nome                                 | Partido | Observações |
| ------------------------------------ | ------- | --- |
| Agostinho Campos Neto                | PR      | Substituído por Kleber Vieira de Rezende no período de 27/8 a 27/9/1964, Cristiano de Freitas Castro de 7/4 a 16/5/1965, e Sady da Cunha Pereira de 14 a 16/9/1965. |
| Altair Chagas                        | UDN     | Substituído por Antônio Carlos Correia Saraiva no período de 11/6 a 8/8/1963, José Marcus Cherém de 14/9 a 12/10/1965, e Antônio Fonseca da Silva de 22 a 28/6/1966. |
| Alvimar Mourão                       | UDN     | Substituído por Dalton Moreira Canabrava no período de 11/6 a 12/8/1963 e Hélio Andrade de 14/9 a 12/10/1965. |
| Aníbal Teixeira de Souza             | PRP     | Substituído por José Spártaco Pompeu nos períodos de 27/8 a 26/9/1963 e de 4/5 a 18/7/1966 e Lelis Ferreira Chaves de 16/8 a 11/10/1964 e no período de 26/4 a 11/8/1965, quando licenciou-se para ocupar o cargo de Secretário de Estado para Assuntos de Abastecimento e Crédito Rural. |
| Antônio Aureliano Chaves de Mendonça | UDN     | Licenciou-se para ocupar o cargo de Secretário de Estado da Educação, sendo substituído por Nicanor Neto Armando no período de 20/2/1964 a 5/7/1965, e para ocupar o cargo de Secretário de Estado de Viação e Obras Públicas, sendo substituído por Maurílio Miranda Cambraia de 11/8/1965 a 1º/2/1966. |
| Antônio Gomes Pinto Coelho           | PL      | Substituído por João Luiz de Freitas no período de 5/8 a 27/9/1965. |
| Antônio Pereira de Almeida           | UDN     | Substituído por Maurílio Miranda Cambraia nos períodos de 25/8 a 9/9/1964 e de 25/3 a 27/4/1966, João Bosco Murta Lages de 10 a 20/9/1964 e de 13/2 a 30/3/1965, Dalton Moreira Canabrava de 7/10 a 26/11/1964, Odilon Rodrigues de Sousa de 24/6 a 1º/7/1965 e de 16/6 a 4/7/1966, e Antônio Fonseca da Silva de 24/9 a 13/10/1965.                                                                                     |
| Artur Fagundes de Oliveira           | PR      | Substituído por Mário Assad no período de 28/8 a 28/9/1964. |
| Ataliba Mendes de Oliveira           | UDN     | Substituído por José Marcus Cherém no período de 12/6 a 9/8/1963, José Mendes Honório de 14/9 a 15/10/1965 e Hélio Andrade de 22/6 a 5/7/1966. |
| Athos Vieira de Andrade              | PR      | Substituído por Edgard de Vasconcelos Barros no período de 5/4 a 18/5/1965. |
| Augusto Elias Jorge Zenun            | UDN     | Substituído por Odilon Rodrigues de Sousa no período de 11/6 a 8/8/1963 e João Bosco Murta Lages de 6/3 a 26/4/1964 e de 27/4 a 27/5/1966. |
| Bonifácio José Tamm de Andrada       | UDN     | Substituído por Maurílio Miranda Cambraia no período de 19 a 21/9/1964 e João Bosco Murta Lages de 22 a 28/9/1964 e no período de 11/8/1965 a 30/1/1966, quando licenciou-se para ocupar o cargo de Secretário de Estado da Educação e Cultura. |
| Carlos Eloy Carvalho Guimarães       | UDN     | Substituído por Nicanor Neto Armando no período de 11/6 a 10/8/1963, Maurílio Miranda Cambraia de 17 a 26/4/1964, João Bosco Murta Lages de 27/4 a 18/5/1964 e Daniel Jardim Grisólia de 29/9 a 4/10/1965. |
| Carlos Horta Pereira                 | UDN     | Substituído por Maurílio Miranda Cambraia no período de 5 a 11/12/1964. Renunciou em 15/2/1965 para ocupar o cargo de Desembargador do Tribunal de Justiça do Estado de Minas Gerais, sendo substituído por Maurílio Miranda Cambraia de 15/2 a 23/4/1965, João Bosco Murta Lages de 24/4 a 7/6/1965 e Nicanor Neto Armando a partir de 5/7/1965, que foi substituído por Mamede Batista de Miranda de 28/9 a 5/10/1965. |
| Cícero Dumont                        | PR      | Substituído por José Pedreira Cavalcanti no período de 2 a 29/9/1964, Geraldo Landi de 30/9 a 6/10/1964, e Mário Assad de 14 a 18/9/1965. |
| Cláudio Pinheiro de Lima             | PSD     | Substituído por Ibrahim Abi-Ackel no período de 13/11 a 17/12/1964. Faleceu em 6/2/1966, sendo substituído por Alvaro Salles a partir de 9/2/1966, que foi substituído por José Fernandes Filho de 29/6 a 30/7/1966. |
| Clodesmidt Riani                     | PTB     | Substituído por José de Castro Ferreira nos períodos de 11/6 a 11/7/1963 e de 5 a 25/11/1963 e Benedito Gonçalves Xavier de 30/10 a 4/11/1963 e de 20 a 24/2/1964. Foi cassado em 9/4/1964, sendo substituído por Ladislau Salles, que foi substituído por Mário Bicalho de 5/8 a 2/9/1965, José de Castro Ferreira de 3 a 21/9/1965 e Joaquim Moreira Júnior de 14/6 a 14/7/1966.                                       |
| Daniel de Freitas Barros             | PTB     | Substituído por José de Castro Ferreira no período de 25/8 a 29/9/1964. |
| Delson Scarano                       | PSD     | Substituído por Alvaro Salles no período de 20/11 a 2/12/1965. |
| Dermeval José Pimenta Filho          | PTB     | |
| Domingos Jório Filho                 | UDN     | Substituído por Maurílio Miranda Cambraia nos períodos de 4 a 18/5/1964 e de 27/4 a 13/5/1965, João Bosco Murta Lages de 19/5 a 26/6/1964, de 17/8 a 9/9/1964, de 26/3 a 23/4/1965 e de 31/5 a 16/6/1966, Dalton Moreira Canabrava de 18/6 a 2/7/1965 e de 29/4 a 13/5/1966, e José de Castro Botelho de 14 a 28/4/1966.                                                                                                 |
| Euclides Pereira Cintra              | PTB     | Licenciou-se para ocupar o cargo de Secretário de Estado do Trabalho e Ação Popular, sendo substituído por Benedito Gonçalves Xavier no período de 3/2 a 11/8/1966. |
| Euler de Araujo Lafetá               | UDN     | Substituído por João Bosco Murta Lages nos períodos de 11/6 a 10/8/1963, de 25/3 a 27/4/1966 e de 16/6 a 11/7/1966, e Odilon Rodrigues de Sousa de 31/10 a 25/11/1964 e de 24/9 a 20/10/1965. |
| Expedito de Faria Tavares            | UDN     | Substituído por José Fernandes Filho no período de 14/9 a 12/10/1965 e Hélio Andrade de 22/2 a 28/6/1966. |
| Feliciano de Oliveira Penna          | PTB     | Substituído por Benedito Gonçalves Xavier no período de 10/8 a 6/9/1965 e José de Castro Ferreira de 2/2 a 15/8/1966, quando licenciou-se para ocupar o cargo de Secretário de Estado para Assuntos de Abastecimento e Crédito Rural. |
| Florivaldo Dias de Oliveira          | UDN     | Substituído por Hélio Andrade no período de 11/6 a 8/8/1963, Sylo da Silva Costa de 10/9 a 18/10/1965, e Maurílio Miranda Cambraia de 14/6 a 4/7/1966. |
| Geraldo Martins Silveira             | UDN     | Licenciou-se para ocupar o cargo de Secretário de Estado do Interior e Justiça, sendo substituído por Maurílio Miranda Cambraia no período de 2/10 a 26/11/1964 e João Bosco Murta Lages de 27/11 a 11/12/1964. |
| Geraldo Morais Quintão               | PSP     | |
| Gerardo Grossi                       | UDN     | Substituído por Genesco Aparecido de Oliveira no período de 11/6 a 9/8/1963, João Bosco Murta Lages de 9/10 a 26/11/1964, Antônio Carlos Saraiva de 14/9 a 19/10/1965, e José Mendes Honório de 21 a 28/6/1966. |
| Gilberto Antunes Almeida             | PSD     | Substituído por Oswaldo Guimarães Tolentino no período de 2 a 16/9/1965 e Wilson Luiz Tanure de 1º/2 a 15/8/1966, quando licenciou-se para ocupar o cargo de Secretário de Estado da Educação e Cultura. |
| Hélio de Carvalho Garcia             | UDN     | Substituído por Mamede Batista de Miranda no período de 11/6 a 8/8/1963, Odilon Rodrigues de Sousa de 30/3 a 28/4/1966, Antônio Carlos Saraiva de 23 a 28/6/1966, e Dalton Moreira Canabrava no período de 2/7 a 6/8/1965, quando licenciou-se para ocupar o cargo de Secretário de Estado do Interior e Justiça. |
| Hilo Wilson Estevam de Andrade       | PSD     | Substituído por Alvaro Salles nos períodos de 7/3 a 29/4/1963, de 9/8 a 26/9/1963, de 14 a 27/11/1963, de 27/8 a 28/9/1964 e de 30/10 a 4/11/1964, Hermelindo Paixão de 28/11 a 6/12/1963 e de 19/2 a 23/3/1964, e Ibrahim Abi-Ackel de 5 a 26/11/1964. Faleceu em 26/1/1966, sendo substituído por José Pires da Luz.                                                                                                   |
| Homero dos Santos                    | PSD     | Substituído por José Fernandes Filho no período de 2 a 18/9/1965 e Alvaro Salles de 19/9 a 14/10/1965. |
| Hugo Aguiar                          | PSD     | Substituído por Alvaro Salles no período de 19/2 a 17/3/1964, José Pires da Luz de 6/8 a 27/9/1965, e José Luiz Baccarini de 2/2 a 16/8/1966, quando licenciou-se para ocupar o cargo de Secretário de Estado da Administração. |
| Jairo Monteiro da Cunha Magalhães    | PSD     | |
| Jarbas Nogueira de Medeiros Silva    | PR      | Licenciou-se para ocupar o cargo de Secretário de Estado do Desenvolvimento Econômico, sendo substituído por Edgard de Vasconcelos Barros no período de 10/8/1965 a 30/1/1966. |
| João Batista Miranda                 | UDN     | Substituído por José Mendes Honório no período de 12/6 a 9/8/1963. |
| João Bello de Oliveira Filho         | PR      | Substituído por Cristiano de Freitas Castro nos períodos de 20/8 a 6/10/1964 e de 1º/10/1965 a 29/1/1966 e Carlos Vaz de Melo Megale de 30/1 a 27/4/1966. |
| João Carlos Ribeiro de Navarro       | PTB     | Substituído por José de Castro Ferreira no período de 7/2 a 29/3/1964. |
| João Gomes Moreira                   | PSP     | Substituído por João Luiz de Carvalho nos períodos de 9/5 a 26/6/1964 e de 29/5 a 25/6/1965 e Aurelino Paulino de 6 a 28/5/1965. |
| João Vaz da Silva Sobrinho           | UDN     | Substituído por Antônio Fonseca da Silva no período de 11/6 a 9/8/1963, Genesco Aparecido de Oliveira de 29/9 a 18/10/1965 e, quando licenciou-se para ocupar o cargo de Secretário de Estado de Saúde e Assistência, por Maurílio Miranda Cambraia de 9/6 a 2/7/1965 e João Bosco Murta Lages de 3/7 a 11/8/1965. |
| Joaquim de Melo Freire               | UDN     | Substituído por Odir Castelo Borges no período de 14/9 a 12/10/1965. |
| Joaquim Roberto Leão Borges          | PSD     | Substituído por José Pires da Luz nos períodos de 19/5 a 16/6/1964 e de 25/11 a 2/12/1965, Hermelindo Paixão de 20/2 a 5/3/1965, e José Luiz Baccarini de 14/8 a 28/9/1965. |
| Jorge Ferraz                         | PR      | Substituído por Geraldo Landi no período de 20/8 a 28/9/1964 e Carlos Vaz de Melo Megale de 28/6 a 21/9/1966 e no período de 11/8/1965 a 29/1/1966, quando licenciou-se para ocupar o cargo de Secretário de Estado para Assuntos de Abastecimento e Crédito Rural. |
| Jorge Vargas                         | UDN     | Substituído por João Bosco Murta Lages no período de 6 a 10/9/1963 e Nicanor Neto Armando de 11/9 a 8/10/1963. |
| José Augusto Ferreira Filho          | PSD     | Substituído por José Jeovah Santos nos períodos de 7/3 a 28/4/1963, de 7/10/1964 a 4/4/1965, de 6/4 a 2/11/1965 e de 13/5 a 15/8/1966, Ibrahim Abi-Ackel de 12/8 a 28/9/1964, e Hermelindo Paixão de 29/9 a 7/10/1964. |
| José Gomes Pimenta                   | PDC     | Foi cassado em 9/4/1964, sendo substituído por Ânuar Fares Menhem a partir de 13/4/1964. |
| José Hugo Castelo Branco             | PTB     | Substituído por José de Castro Ferreira nos períodos de 29/9 a 6/10/1964 e de 12/6 a 2/7/1965, e José Mariano de 10/8 a 6/9/1965 e de 16/6 a 8/7/1966 e, quando licenciou-se para ocupar o cargo de Coordenador-Geral da Previdência, sendo substituído por José Sette de Barros de 16/5/1963 a 6/4/1964, que foi substituído por José de Castro Ferreira de 7/10 a 4/11/1963.                                           |
| José Maria de Oliveira Souza         | PSD     | Substituído por José Pires da Luz no período de 8/3 a 29/4/1963 e Hermelindo Paixão de 6/8 a 28/9/1964 e a partir de 4/6/1965. Faleceu em 26/6/1965. |
| José Maria Magalhães                 | UDN     | |
| Levy Sousa e Silva                   | PSP     | Substituído por João Luiz de Carvalho no período de 28/9 a 11/10/1965. |
| Lourival Brasil Filho                | PSD     | Substituído por Hermelindo Paixão no período de 6/3 a 29/4/1963 e Wilson Luiz Tanure de 6/8 a 27/9/1965. |
| Lúcio de Souza                       | PR      | Licenciou-se para ocupar o cargo de Secretário de Estado da Viação e Obras Públicas, sendo substituído por Carlos Vaz de Melo Megale no período de 31/1/1963 a 1º/7/1965, que foi substituído por Mário Assad de 29/9 a 5/10/1964, e Cristiano de Freitas Castro de 26/8 a 28/9/1965. |
| Luiz Alberto Franco Junqueira        | PSP     | Substituído por Wilson Alvarenga de Oliveira no período de 13/5 a 24/6/1965. |
| Luiz Fernando Faria de Azevedo       | PSP     | Substituído por Antônio Fonseca da Silva no período de 4/5 a 24/6/1965 e João Luiz de Carvalho de 2/2 a 15/8/1966, quando licenciou-se para ocupar o cargo de Secretário de Estado de Interior e Justiça. |
| Manoel da Silva Costa                | PSD     | |
| Maria José Nogueira Pena             | PTB     | |
| Mário Hugo Ladeira                   | PR      | |
| Marta Nair Monteiro                  | PDC     | |
| Murilo Paulino Badaró                | PSD     | Substituído por Ibrahim Abi-Ackel no período de 16/5 a 27/6/1963, Hermelindo Paixão de 19/10 a 27/11/1963 e Alvaro Salles de 8/12/1965 a 24/1/1966, e por Oswaldo Guimarães Tolentino de 2/2 a 16/8/1966, quando licenciou-se para ocupar o cargo de Secretário de Estado do Governo. |
| Orlando de Andrade                   | PSD     | Substituído por Hermelindo Paixão nos períodos de 9/8 a 26/9/1963, de 13/5 a 24/6/1964 e de 13/11 a 11/12/1964, Ibrahim Abi-Ackel de 4/6 a 23/7/1965, Alvaro Salles de 6/8 a 16/9/1965 e José Fernandes Filho de 21 a 29/6/1966. |
| Otelino Ferreira Sol                 | PSD     | Substituído por Ibrahim Abi-Ackel no período de 9/8 a 26/9/1963 e Alvaro Salles de 29/4 a 28/5/1965. |
| Paulino Cícero de Vasconcellos       | PSP     | Substituído por João Luiz de Carvalho no período de 7/4 a 27/5/1965. |
| Pio Soares Canedo                    | PSD     | Substituído por Ibrahim Abi-Ackel nos períodos de 6/3 a 29/4/1963, de 15/11 a 9/12/1963, de 6/8 a 21/9/1965 e de 29/10 a 10/12/1965, Hermelindo Paixão de 16/5 a 27/6/1963 e Alvaro Salles de 22 a 28/10/1965. Renunciou em 31/1/1966, para ocupar o cargo de Vice-Governador do Estado, sendo substituído por Ibrahim Abi-Ackel a partir de 3/2/1966.                                                                   |
| Rafael Caio Nunes Coelho             | UDN     | Substituído por Maurílio Miranda Cambraia no período de 3 a 26/6/1964, João Bosco Murta Lages de 27/6 a 2/7/1964, e José de Castro Botelho de 29/9 a 20/10/1965 e de 22/6 a 5/7/1966. |
| Raimundo Soares de Albergaria Filho  | PSD     | Substituído por José Pires da Luz no período de 22/5 a 20/6/1963, Alvaro Salles de 27/11 a 6/12/1963 e de 13/5 a 25/6/1964, Ibrahim Abi-Ackel de 19/2 a 21/3/1964 e de 8/4 a 28/5/1965, e Ulisses de Araujo Couto de 22/6 a 5/7/1966. |
| Raul de Barros Fernandes             | PSP     | Substituído por João Luiz de Carvalho no período de 25/6 a 2/7/1965 e, quando licenciou-se para ocupar o cargo de Secretário de Estado de Interior e Justiça, de 24/5/1963 a 4/1/1964. |
| Reni Rabelo                          | PSP     | Substituído por João Luiz de Carvalho no período de 5 a 10/12/1964 e Said Paulo Arges de 4/5 a 25/6/1965. |
| Salim Theófilo Nacur                 | PTB     | Substituído por José de Castro Ferreira no período de 23/11 a 8/12/1963 e Joaquim Moreira Júnior de 10/8 a 5/9/1965. Licenciou-se para ocupar o cargo de Secretário de Estado de Saúde e Assistência, sendo substituído por José de Castro Ferreira de 6/10/1964 a 9/6/1965. |
| Sebastião Alves do Nascimento        | UDN     | Substituído por José de Castro Botelho no período de 11/6 a 8/8/1963, Dalton Moreira Canabrava de 14/9 a 21/10/1965 e de 30/3 a 28/4/1966, e Genesco Aparecido de Oliveira de 22 a 27/6/1966. |
| Sebastião Anastácio de Paula         | PSD     | Substituído por Wilson Luiz Tanure no período de 6/3 a 29/4/1963, Alvaro Salles de 21/5 a 27/6/1963 e de 9 a 10/12/1964, Ibrahim Abi-Ackel de 13/5 a 25/6/1964, de 14/10 a 5/11/1964, de 22/9 a 28/10/1965 e de 7/12/1965 a 26/1/1966, Hermelindo Paixão de 8/4 a 27/5/1965, e Geraldo Fonseca de 18/6 a 5/7/1966. |
| Sebastião Navarro Vieira             | PRP     | Substituído por Lelis Ferreira Chaves nos períodos de 17/8 a 26/9/1963 e de 14 a 23/8/1965 e José Spártaco Pompeu de 20/8 a 13/10/1964 e de 21/5 a 30/6/1965. Licenciou-se para ocupar o cargo de Secretário de Estado para Assuntos de Ação Social, sendo substituído por Lelis Ferreira Chaves de 31/1 a 16/8/1966. |
| Sinval Boaventura                    | UDN     | Substituído por Maurílio Miranda Cambraia no período de 11/6 a 8/8/1963, Nicanor Neto Armando de 17/8 a 8/9/1963, Dalton Moreira Canabrava de 16/2 a 14/3/1965, Orlando Vaz Filho de 24/9 a 3/10/1965, e José Marcus Cherém de 18 a 27/6/1966. |
| Sinval de Oliveira Bambirra          | PTB     | Foi cassado em 9/4/1964, sendo substituído por José Sette de Barros, que foi substituído por José de Castro Ferreira nos períodos de 5 a 30/8/1964, de 4 a 30/8/1965 e de 24/11 a 2/12/1965. |
| Ulysses Marcondes Escobar            | PR      | Substituído por Sady da Cunha Pereira no período de 25/8 a 30/9/1964, Cristiano de Freitas Castro de 6 a 20/10/1964, Kleber Vieira de Rezende de 14 a 16/9/1965, e Carlos Vaz de Melo Megale de 27/4 a 26/6/1966. |
| Valdir Melgaço Barbosa               | UDN     | Substituído por Benedito Salles no período de 14/6 a 9/8/1963, Itamar de Barros de 24/9 a 12/10/1965, e Dalton Moreira Canabrava de 16 a 28/6/1966. |
| Waldir Mendes Morato de Andrade      | PL      | Substituído por Sebastião Pinheiro Chagas no período de 8 a 27/10/1965 e João Luiz de Freitas de 24/5 a 16/6/1966. |
| Waldomiro Agostinho Lobo             | PTB     | |
| Walthon de Andrade Goulart           | UDN     | Substituído por Benedito Salles nos períodos de 29/9 a 20/10/1965 e de 22/6 a 5/7/1966 e Maurílio Miranda Cambraia de 27/4 a 12/5/1966. |
| Wilson Chaves                        | PL      | Licenciou-se para ocupar o cargo de Secretário de Estado para Assuntos de Ação Social, sendo substituído por Sebastião Pinheiro Chagas no período de 16/8 a 27/9/1965 e João Luiz de Freitas de 28/9/1965 a 1º/2/1966. |
| Wilson de Paiva                      | PSP     | Renunciou em 30/12/1966, sendo substituído por João Luiz de Carvalho. |
| Wilson Modesto Ribeiro               | PTB     | Foi cassado pelo Ato Institucional nº 2 em 5/7/1966. |